# Appius Claudius Pulcher (Konsul 54 v. Chr.)
Appius Claudius Pulcher (* um 97 v. Chr.; † 48 v. Chr. auf Euböa) war ein Politiker der späten römischen Republik, Sohn des gleichnamigen Konsuls von 79 v. Chr. und der Caecilia Metella sowie Bruder des Publius Clodius Pulcher.
Appius Claudius Pulcher war von 72 bis 70 v. Chr. Militärtribun im Osten unter Lucius Licinius Lucullus. Lucullus sandte ihn zum armenischen König Tigranes II., damit dieser Mithridates VI. von Pontus zur Aufgabe bewege. 57 v. Chr. war er Prätor, 56 v. Chr. Proprätor von Sardinien, 54 v. Chr. Konsul, 53–51 v. Chr. Prokonsul von Kilikien in Kleinasien und 50 v. Chr. Zensor. Im Gegensatz zu seinem Bruder, der sich von einem Plebejer adoptieren ließ, um als Volkstribun popular agieren zu können, unterstützte  Appius Claudius Pulcher die optimatische Politik und schloss als Zensor den Schriftsteller Sallust, einen Unterstützer Gaius Iulius Caesars und der Popularen, aus dem Senat aus. Im gleichen Jahr wurde er von Publius Cornelius Dolabella der Bestechung angeklagt, aber mit Hilfe Pompeius’, Ciceros und Hortensius’ freigesprochen. Er unterstützte Pompeius gegen Caesar und wurde von jenem als Statthalter Achaeas eingesetzt. Er ließ dort die unteren Propyläen in Eleusis bauen und starb noch vor der Schlacht von Pharsalos 48 v. Chr. auf Euböa.
Seit spätestens 63 v. Chr. gehörte Claudius Pulcher dem Kollegium der Auguren an.
Seine Tochter war mit dem späteren Caesarmörder Marcus Iunius Brutus verheiratet, mit dem sie vier Kinder hatte. 45 v. Chr. ließ dieser sich jedoch von ihr scheiden, um seine Cousine Porcia zu heiraten. Eine andere Tochter war mit Pompeius’ Sohn Gnaeus Pompeius verheiratet.